# Claviers
Claviers  é uma comuna francesa na região administrativa da Provença-Alpes-Costa Azul, no departamento de Var. Estende-se por uma área de 15.90 km². Em 2010 a comuna tinha 718 habitantes (densidade: 45,2 hab./km²).